# Наполеон Зервас
Наполеон Зервас (грец. Ναπολέων Ζέρβας; 17 травня, 1891, Арта — 10 грудня 1957, Афіни) — грецький політичний і військовий діяч, засновник ЕДЕС, учасник Руху Опору в Греції.

## Біографія
Народився в 1891 в Арта (область Епір). Після закінчення середньої школи досліджень він приєднався до Добровольчої армії (1910). Брав участь у Балканських війнах 1912—1913 років.
Приєднується до руху «Національна оборона» (1916), брав участь у Боротьбі за Македонію (1917—1918), дослужився до звання полковника. Після поразки лібералів на виборах втік до Стамбулу, повернувся в Афіни після революції 1922 року вступив до армії.
Після приходу до влади диктатури Теодороса Пангалоса (червень 1925) призначений командиром в Афінах, а також взяв на себе командування батальйоном республіканської гвардії. У перевороті від 22 серпня 1926 року Георгіос Кондиліс скинув Пангалоса. Зервас намагається протистояти Кондилісу, що приводить до бою в Афінах, де війська уряду перемагають, а Зерваса засуджують.
9 вересня 1941 року засновує ЕДЕС формальним політичним лідером якої став Ніколаос Пластірас, що був у вигнанні у Франції.

## Політична кар'єра після війни
Засновує Національну партію. На виборах 31 березня 1946 року його партія здобула 25 місць у Грецькому парламенті. Об'єднує свою партію з Ліберальною партією. 2 вересня 1950 року став міністром громадського порядку в уряді Софокліса Венізелоса. На наступних виборах не отримує посади і залишає політику. Помер 10 грудня 1957 року в Афінах.